# 山口県特別支援学校一覧
山口県特別支援学校一覧（やまぐちけんとくべつしえんがっこういちらん）は、山口県の特別支援学校の一覧。

## 国立特別支援学校
- 山口大学教育学部附属特別支援学校

## 特別支援学校（知的障害、肢体不自由、病弱教育）

### 下関市
- 山口県立下関総合支援学校
- 山口県立豊浦総合支援学校

### 岩国市
- 山口県立岩国総合支援学校

### 防府市
- 山口県立防府総合支援学校

### 宇部市
- 山口県立宇部総合支援学校

### 萩市
- 山口県立萩総合支援学校

### 周南市
- 山口県立周南総合支援学校
- 山口県立徳山総合支援学校

### 田布施町
- 山口県立田布施総合支援学校

## 特別支援学校（視覚障害）

### 下関市
- 山口県立下関南総合支援学校

## 特別支援学校（聴覚障害）

### 山口市
- 山口県立山口南総合支援学校

### 下関市
- 山口県立山口南総合支援学校下関分校

## リンク
- 山口県教育委員会